# UNLV Rebels
UNLV Rebels är en idrottsförening tillhörande University of Nevada, Las Vegas och har som uppgift att ansvara för universitetets idrottsutövning.

## Idrotter
Rebels deltager i följande idrotter:
| Herrar - Amerikansk fotboll - Baseboll - Basket (som UNLV Runnin' Rebels) - Fotboll - Golf - Simhopp - Simning - Tennis | Damer - Basket - Fotboll - Friidrott - Golf - Simhopp - Simning - Softboll - Tennis - Terränglöpning - Volleyboll |

## Idrottsutövare

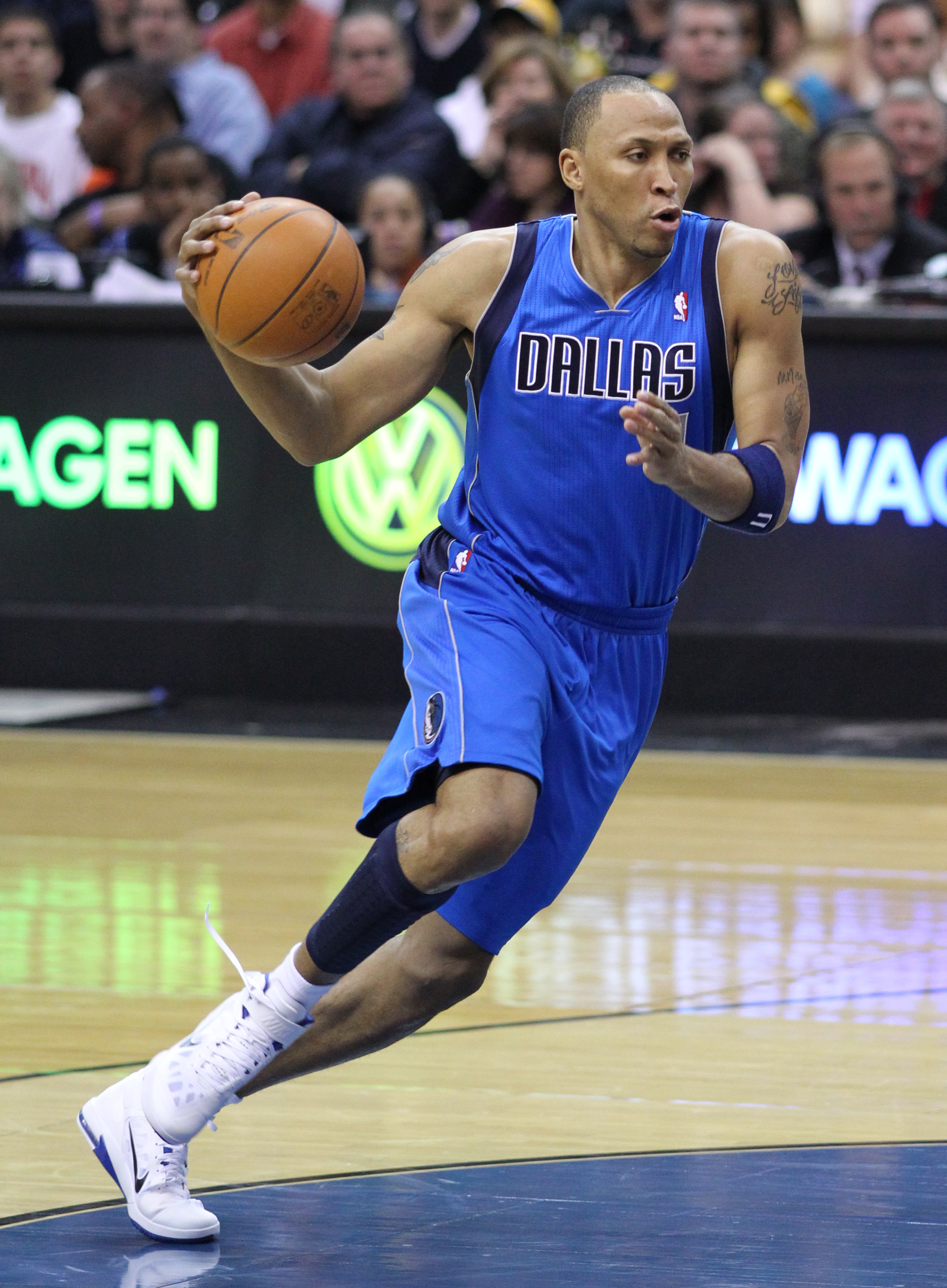
Shawn Marion, 2011.

| Basket - Lou Amundson - Stacey Augmon - Elijah Harkless - Larry Johnson - Derrick Jones Jr. - Kaspars Kambala - Shawn Marion - Christian Wood | Golf - Chad Campbell - Adam Scott Simning - Jonas Andersson Softboll - Lori Harrigan |